# Кальсада, Максимильяно
Максимилья́но Кальса́да (исп. Maximiliano Matías Calzada Fuentes; род. 21 апреля 1990, Монтевидео) — уругвайский футболист, опорный полузащитник клуба «Суд Америка».

## Биография
Максимильяно Кальсада родился в городке Санта-Люсия к северу от Монтевидео, с 12 лет стал заниматься в школе «Насьоналя», где прошёл все возрастные категории. Он с детства является болельщиком этой команды. Кальсада выступал за молодёжную сборную Уругвая на чемпионате Южной Америки и чемпионате мира в 2009 году.
В основе «Насьоналя» сыграл впервые в начале 2008 года в товарищеском турнире. В мае 2009 года Кальсада дебютировал в чемпионате Уругвая, причём сразу же в Класико уругвайского футбола против «Пеньяроля». В свой первый сезон на профессиональном уровне Кальсада стал чемпионом Уругвая. Впоследствии Кальсада выигрывал с «Больсос» этот титул ещё дважды — в 2011 и 2012 годах. 3 июня 2012 года опорный полузащитник отметился первым забитым голом в профессиональной карьере — в рамках чемпионата Уругвая он забил мяч в ворота «Ливерпуля», сделав счёт 2:0. Игра завершилась победой «трёхцветных» 4:3.
В середине 2012 года Оскар Вашингтон Табарес, тренер основной сборной Уругвая, возглавивший Олимпийскую футбольную команду, включил Кальсаду в заявку сборной на Олимпийский футбольный турнир.

## Титулы
- Чемпион Уругвая (3): 2008/09, 2010/11, 2011/12
- Победитель Кубка Бимбо: 2011